# ¡Ay, Carmela! (obra de teatre)
¡Ay, Carmela! és una obra de teatre de José Sanchis Sinisterra escrita en 1986, estrenada en 1987 i Premi Max al Millor Autor Teatral en Castellà en 1999. Pren el nom de la cançó popularitzada durant la guerra civil espanyola ¡Ay Carmela!.

## Estrena
L'obra va ser estrenada el 5 de novembre de 1987 en el Teatre Principal de Saragossa sota la direcció de José Luis Gómez, qui també va interpretar el paper de Paulino. Verónica Forqué va encarnar a Carmela. Un any després, els personatges principals eren interpretats per Manuel Galiana i Kiti Mánver, amb direcció de José Luis Gómez.
En 2007, es va reposar en el Teatre Fígaro de Madrid, amb direcció de Miguel Narros, Forqué repetint personatge i Santiago Ramos interpretant a Paulino.
D'altra banda, en 2013 José Bornás va dirigir la seva pròpia adaptació de l'obra, protagonitzada per Elisa Matilla com a Carmela i per Eduardo Velasco en el paper de Paulino. Més endavant aquest últim va ser substituït per Daniel Albaladejo i finalment per Jacobo Dicenta.
L'any 2015 va ser representada al Poble Vell de Belchite, lloc on discorre la trama de l'obra de teatre. Hi assistí el mateix Sanchis Sinisterra.
L'any 2019 Cristina Medina, en el paper de Carmela, i Santiago Molero, en el de Paulino, van organitzar una gira per diversos teatres d'Espanya.
Ha estat subtitulada sovint com a Elegía de una Guerra Civil, en dos actos y un epílogo, i en altres com Carmela y Paulino, variedades a lo fino.

## Versió cinematogràfica
Carlos Saura va dirigir en 1990 la versió cinematogràfica, amb Carmen Maura i Andrés Pajares en els papers de Carmela i Paulino, i Gabino Diego, entre altres intèrprets d'aquesta versió que afegeix personatges.
En el 2000 es va fer una versió televisada per Estudio 1 dirigida per Manuel Iborra i protagonitzada per Juan Diego i de nou per Verónica Forqué.

## Versions internacionals
Hector Marrique i Tania Sarabia són els protagonistes de la versió veneçolana, estrenada a Caracas, al Teatro Trasnocho en 2006. La segona temporada es va estrenar al teatre Premium en 2011.
A Buenos Aires va ser interpretada en 1989 pels actors argentins Virginia Lago i Jorge Rivera López dirigits per Dervy Vilas als teatres Margarida Xirgu del Casal de Catalunya de Buenos Aires, El Vitral i gira per l'interior del país. En aquesta versió només hi ha dos personatges.
A Brussel·les es va representar al març de 2015 en el Théatre Le Public la versió en francès interpretada pels actors Guy Pion i Béatrix Ferauge sota la direcció de Carlo Boso.